# Велика дрохва
Велика дрохва (Ardeotis) — рід птахів родини дрохвових (Otididae). Включає 4 види.

## Поширення
Різні види поширені в Африці південніше Сахари, в Ємені, Пакистані, Індії, Новій Гвінеї та Австралії.

## Опис
Досить великі птахи. Довжина тіла самців 70–122 см, самиць 50–92 см; вага тіла самця 4-19 кг, самиць 2,2-6 кг.

## Види
- Дрохва аравійська (Ardeotis arabs)
- Дрохва африканська (Ardeotis kori)
- Дрохва індійська (Ardeotis nigriceps)
- Дрохва австралійська (Ardeotis australis)